# Смъртта на господин Лазареску
Смъртта на господин Лазареску (рум. Moartea domnului Lăzărescu) е филм-трагикомедия от 2005 г. на румънския режисьор Кристи Пую. Филмът показва последните часове от живота на г-н Лазареску, възрастен вдовец, който живее сам с котките си в малък апартамент в Букурещ и обича алкохола. След многократни обаждания, екип на Бърза помощ прибира г-н Лазареску и го закарва в болницата, но от там го препращат в друга болница, после в трета и т.н., в продължение на цяла нощ, като междувременно състоянието му се влошава и той изпада в безсъзнание. Филмът е изпълнен с черен хумор и сарказъм, но и със състрадание. През 2005 година му е присъдена специалната награда на Фестивала в Кан.
1. 1 2 3 4  5980 //   Посетен на 23 август 2021 г.